# Arthur Rankin
Arthur Rankin, o Arthur L. Rankin (New York, 30 agosto 1895 – Los Angeles, 23 marzo 1947), è stato un attore statunitense.

## Biografia
Nato a New York nel 1895, Rankin debuttò sullo schermo nel 1914 in un film in due bobine della Biograph Company, Martin Chuzzlewit, una delle versioni cinematografiche del romanzo di Charles Dickens. Fu il primo di una serie di oltre centocinquanta pellicole che Rankin avrebbe interpretato fino al 1941, l'anno del suo ultimo film.

### Famiglia
Suo figlio Arthur Rankin Jr. è stato un noto regista e produttore di film d'animazione, attivo principalmente tra gli anni ottanta e novanta in lungometraggi, alcuni dei quali di successo come Lo Hobbit (1977) e L'ultimo unicorno (1982). Sua madre, l'attrice Phyllis Rankin, era imparentata con la famiglia Barrymore e con quella dei Drew, altri famosi attori, star delle scene teatrali. Phyllis, pure lei figlia d'arte, si sposò con Harry Davenport, che - dopo il matrimonio - adottò Arthur.

## Filmografia
- Martin Chuzzlewit, regia di Travers Vale e Oscar Apfel (1914)
- Who's Who in Hogg Hollow (1914)
- Silas Marner, regia di Ernest C. Warde (1916)
- The Copperhead regia di Charles Maigne (1920)
- The Amateur Wife, regia di Edward Dillon (1920)
- The Truth About Husbands, regia di Kenneth S. Webb (1920)
- The Great Adventure (1921)
- Jim the Penman, regia di Kenneth S. Webb (1921)
- Enchantment, regia di Robert G. Vignola (1921)
- The Lure of Jade (1921)
- I favori della signorinetta (Little Miss Smiles), regia di John Ford (1922)
- The Five Dollar Baby, regia di Harry Beaumont  (1922)
- To Have and to Hold, regia di George Fitzmaurice (1922)
- Enter Madame. regia di Wallace Worsley (1922)
- The Call of the Canyon, regia di Victor Fleming (1923)
- Discontented Husbands (1924)
- Il prezzo della vanità (Vanity's Price), regia di Roy William Neill (1924)
- Broken Laws (1924)
- Fighting Blood, regia di Malcolm St. Clair (1924)
- The Dark Swan, regia di Millard Webb (1924)
- The Fearless Lover (1925)
- Tearing Through (1925)
- Quello scapestrato di papà (Speed) (1925)
- Sun-Up (1925)
- Pursued (1925)
- The Love Gamble (1925)
- Il barcaiuolo del Volga (The Volga Boatman) (1926)
- Old Loves and New (1926)
- The Millionaire Policeman (1926)
- The Sporting Lover (1926)
- The Hidden Way (1926)
- Per suo figlio (Marriage License?) (1926)
- The Man in the Shadow, regia di David Hartford (1926)
- The Love Wager, regia di Henry Otto (1927)
- Dearie (1927)
- Riding to Fame (1927)
- The Woman Who Did Not Care, regia di Phil Rosen (1927)
- The Blood Ship (1927)
- Slightly Used (1927)
- The Adventurous Soul (1927)
- Companionate Marriage (1928)
- The Wife's Relations (1928)
- Soldato in gonnella (Finders Keepers) (1928)
- Domestic Troubles (1928)
- Walking Back, regia di Rupert Julian e (non accreditato) Cecil B. DeMille  (1928)
- Dillo con lo zibellino (Say It with Sables), regia di Frank Capra (1928)
- Making the Varsity, regia di Cliff Wheeler (1928)
- L'inferno delle fanciulle (Runaway Girls), regia di Mark Sandrich (1928)
- Code of the Air, regia di James P. Hogan (1928)
- Ships of the Night, regia di Duke Worne (1928)
- Femmine del mare (Submarine), regia di Frank Capra (1928)
- Brothers, regia di Scott Pembroke (1929)
- Below the Deadline, regia di J.P. McGowan (1929)
- Lo sparviero di Wall Street (The Wolf of Wall Street), regia di Rowland V. Lee (1929)
- Gioco di bambole (Glad Rag Doll), regia di Michael Curtiz (1929)
- The Fall of Eve, regia di Frank R. Strayer (1929)
- Rosa del Messico (Mexicali Rose), regia di Erle C. Kenton (1929)
- La gloria del mattino (Morning Glory), regia di Lowell Sherman (1933)
- Echi di gioventù (Remember the Day), regia di Henry King (1941)